# گریت براملی
گریت براملی (به انگلیسی: Great Bromley) یک روستا و محله مدنی در بریتانیا است که در تندرینگ واقع شده‌است. گریت براملی ۱٬۰۳۷ نفر جمعیت دارد.